# Муравленко Віктор Іванович
Віктор Іванович Муравленко (25 грудня 1912, Незамаївська — 15 липня 1977, Москва) — радянський організатор нафтової і газової промисловості, керівник найбільшого в нафтовій промисловості СРСР підприємства «Главтюменьнефтегаз» у 1965—1977 роках. Герой Соціалістичної Праці, лауреат Ленінської і Державної премій. Батько депутата Думи РФ Сергія Муравленка.

## Біографія
Народився 25 грудня 1912 року в станиці Незамаївська (Малиновий Клин), нині Павловського району Краснодарського краю. У 1936 році закінчив Нафтовий інститут в місті Грозний за фахом «інженер з буріння нафтових і газових свердловин». Трудову кар'єру почав на нафтопромислі в Чечено-Інгушській АРСР. З 1936 року служив в Червоній Армії, навчався в кавалерійській школі.
З кінця 1930-х років працював в Сизрані майстром на буровій тресту «Сизраньнефть», потім був призначений директором Сизранської контори буріння. У 1940—1946 роках — директор контори буріння, начальник розвідки, головний інженер тресту, начальник відділу видобутку і буріння нафтокомбінату на Сахаліні. У 1949 році очолив трест «Ставропольнефть», потім — об'єднання «Куйбишевнефть». Під його керівництвом було освоєно Мухановське родовище. У 1960—1965 роках — заступник голови Куйбишевського раднаргоспу, начальник управління нафтової промисловості Середньо-Волзького раднаргоспу.
З 1965 року Муравленко працював у Тюменській області. З вересня 1965 року — начальник головного Тюменського виробничого управління по нафтовій і газовій промисловості Раднаргоспу РРФСР (Главтюменнефтегаза). Брав активну участь у створенні важливої енергетичної бази СРСР у Західному Сибіру і її інфраструктури. Був прихильником впровадження нових технологій. Отримав Ленінську премію за розробку методу форсованого відбору нафти із свердловин в числі групи нафтовиків.
Викладав на нафтопромисловому факультеті Куйбишевського політехнічного інституту, на кафедрі буріння Тюменського індустріального інституту. Брав участь у діяльності Державної приймальної комісії. У 1972 році нагороджений Державною премією СРСР «за розробку і впровадження комплексу техніко-технологічних і організаційних рішень, що забезпечили в складнокліматичних умовах прискорене створення нового нафтовидобувного району».
Обирався членом Тюменського обкому КПРС, делегатом трьох з'їздів КПРС, депутатом Верховної Ради СРСР.
Помер 15 липня 1977 року в Москві. У рік його смерті Главтюменнефтегаз розробляв 28 нафтових родовищ: Самотлорське, Мамонтовське, Федорівське, Варьєганське, Південно-Сургутське, Усть-Баликське. В цей рік видобуток нафти в Тюменській області досяг 211 млн тонн. Після смерті Віктора Івановича об'єднання очолив інший українець Фелікс Григорович Аржанов, який до цього працював дев'ять років головним інженером «Главтюменнефтегаза» — першим заступником Муравленка.

## Родина
Був одружений із Клавдією Захарівною. Разом з дружиною мав двох синів — Валерія та Сергія.

## Нагороди та звання
- Герой Соціалістичної Праці (1966),
- нагороджений чотирма орденами Леніна (1949, 1959, 1966, 1976),
- орденом Жовтневої Революції (1971),
- значком «Відмінник нафтової промисловості СРСР» (1966), медалями.
- Лауреат Ленінської (1966) і Державної (1972) премій,
- Почесний нафтовик" (1970).

## Пам'ять

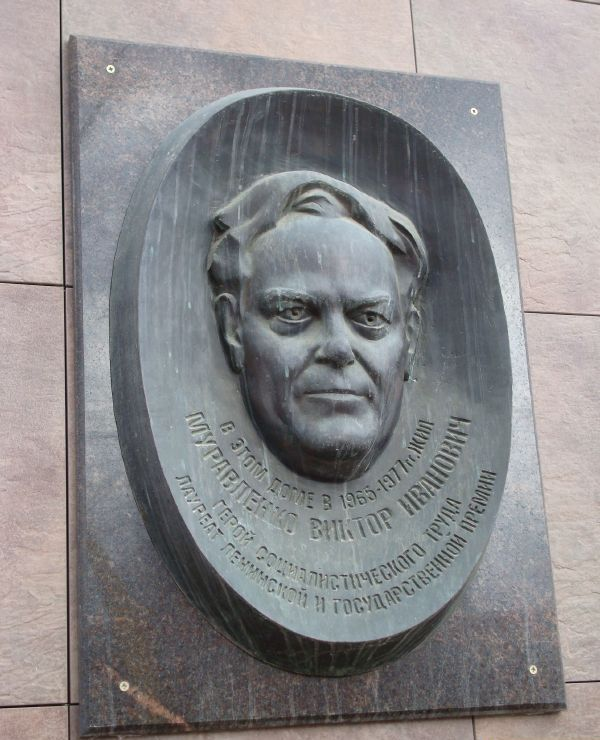
Пам'ятна табличка на будинку в Тюмені. Джерело: сайт «Фото Тюмені»

На честь Муравленка названо місто в Тюменській області, один з найбільших в нафтовій промисловості НДІ «Гипротюменнефтегаз», середня школа в селищі Парфеново Тюменської області, гірський перевал через хребет Сунтар-Хаят, вулиці в Тюмені, Жигульовську.
За замовленням Міністерства газової промисловості на Гельсінській судноверфі у Фінляндії побудовано бурове судно, назване на честь Муравленка. У 2007 році у будівлі підприємства «Муравленковскнефть» відбулося урочисте відкриття меморіальної дошки на пошанування Муравленка.
Встановлені пам'ятники в місті Муравленко і в станиці Незамаївській.
У Тюмені встановлено меморіальні дошки:
- на будинку № 65 на вулиці Леніна, де жив В. І. Муравленко;
- на будівлі ВАТ «Тюменнефтегаз» на вулиці Леніна № 67, де працював В. І. Муравленко;
- на будівлі ОДК «Нафтовик»;
- на будівлі навчального корпусу юридичного університету МВС Російської Федерації;
- на будівлі медсанчастини поліклініки «Нафтовик»;
- на будівлі готелю «Нафтовик».

На честь Муравленка, за пропозицією начальника «Главтюменьгеології» Фармана Салманова було названо родовище нафти на півночі Тюменської області. Місто між Муравленковським і Суторминським родовищами також назване ім'ям Муравленко.
У 2007 році літаку Ту-154М авіакомпанії «Ютейр» (UTair Aviation) було присвоєно ім'я «Віктор Муравленко» (бортовий номер RA-85796) за те, що в період керівництва «Главтюменнефтегазом» Муравленко зробив значний внесок у розвиток цивільної авіації в регіоні. Пізніше це ім'я отримав літак Boeing 737—800 (номер VQ-BJF) тієї ж компанії.. Його підприємство займалося фінансуванням будівництва злітно-посадкових смуг аеропортів, поліпшення побутових умов авіаторів. У грудні 2007 року ім'я Муравленка присвоєно нафтовій свердловині Північно-Качкарського родовища.
Губернатор Тюменської області Володимир Якушев на урочистому прийомі ветеранів нафтогазового комплексу регіону, присвяченого 95-річчю з дня народження Муравленка, зазначив: «Будучи керівником найбільшого главку, він практично з нуля освоював величезну територію, не забуваючи про будівництво житла і доріг, про умови праці та відпочинку людей. Я розумію відчуття людини, яка працює з подібними проблемами, оскільки мені як губернатору області теж доводиться їх вирішувати». Рішенням Тюменської обласної Думи, губернатора Тюменської області і Тюменського обласного громадського Фонду імені Віктора Муравленка протягом декількох років присуджується премія імені Муравленка.
У Російському державному університеті нафти і газу імені В. М. Губкіна (Москва) заснований грант В. І. Муравленка, який вручається студентам — відмінникам навчання.
За підсумками конкурсу «Великі імена Росії» в 2018 році аеропорт міста Нижнєвартовська отримав ім'я Віктора Муравленка